# Jazznytt från SJR
Jazznytt från SJR, är en jazztidskrift utgiven från cirka 1963.
Tidningen gavs först ut i samarbete mellan SJR, då uttytt Svenska jazzklubbarnas riksförbund, sedan 1968 Svenska jazzriksförbundet, och NJF, Norsk jazzförbund. Föregångaren hette Jazz-Times och utkom bara med ett fåtal nummer. Efter något år blev Jazznytt en tidskrift endast för SJR. I och med att Lars-Erick Forsgren blev redaktör 1966 blev utgivningen mera regelbunden, fyra gånger per år. Andra tidiga skribenter i tidskriften var Åke Bjurhamn och Bozze Möller, vilka senare även blev redaktörer, liksom Peter Hackman och Ola Ringström. Till en början hade tidskriften begränsade resurser. Från 1992 ingick Jazznytt som en avdelning av Orkester-Journalen under några år.